# 바슬루이

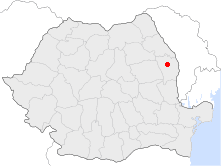
바슬루이의 위치

바슬루이(루마니아어: Vaslui)는 루마니아 북동부와 몰다비아 지방에 위치한 도시로, 바슬루이 주의 주도이며 인구는 70,267명(2002년 기준)이다.